# Studio 3
Gli Studio 3 sono un gruppo musicale pop italiano. I componenti hanno iniziato la loro carriera artistica come boy band formatasi nel 2005 a Cernusco sul Naviglio grazie all'incontro con il produttore artistico Enrico Palmosi.

## Storia
L'esordio degli Studio 3 avviene nel 2006 con l'album Forse un angelo, con il quale il gruppo vince il disco d'argento per le oltre 30 000 copie vendute. La formazione è composta da: Luigi "Gino" La Grassa, Andrea "Vetro" Vetralla e Marco Venturini.
Sempre nel 2006 Gino abbandona il gruppo e al suo posto arriva Salvatore "Gabriel" Valerio.
Sulla scia di questo successo, la band nel gennaio del 2007 viene chiamata negli Stati Uniti (Fort Lauderdale - Miami, Florida) come rappresentante del pop italiano, in occasione dell'evento mondiale della moda FTL (con l'esposizione di oltre 16 stilisti di tutto il mondo). Una settimana dedicata all'alta moda e alla musica emergente, insieme con I Solisti Veneti (classic music) e i Mandolin' Brothers (per il blues).
Nello stesso anno (2007) con l'album Lentamente inizia la loro esperienza live con un tour in giro per l'Italia. 
Il 2008 porta alla realizzazione dell'album Incontenibile e del singolo di lancio Amore incontenibile.
Il 2009 ha portato alla realizzazione di un album doppio con i loro brani di maggior successo, alcuni cantati in spagnolo e due inediti, tra cui Non deve mancare, brano che ha dato il titolo all'album e che ha dato il nome alla loro tournée estiva del 2009.
Altro singolo estratto dalla raccolta "non deve mancare" è Sto quasi bene  canzone finalista  di sanremo social con il quale gli studio 3 si erano presentati alle selezioni per sanremo arrivando alla finale .
Nel 2010 realizzano il loro quinto album dal titolo Respiro. Il singolo di lancio, Il mio respiro (Rocio), viene programmato dalle radio, rimanendo in classifica per diverso tempo. Nel settembre 2010 viene lanciato il secondo estratto dall'album: Ti amo troppo. Il singolo parla di amore, tema principale delle loro canzoni, ma così come nel precedente singolo si era dato rilievo al sound internazionale pop-latino, in questo singolo si può notare il sound pop-british che accompagna il testo fin dalle prime note.
Il 1º aprile 2011 tramite comunicato ufficiale annunciano la rescissione contrattuale dalla casa discografica New Music, firmando un nuovo accordo con la Rosso al Tramonto (etichetta gestita da Sabatino Salvati). Il mese successivo esce il primo singolo con la nuova etichetta, Scelgo te.  Il tour estivo che porta il nome dell'EP in lavorazione, Capitolo II,  vede la band riempire molte piazze di tutta Italia. Ad ottobre, esce il secondo singolo Voglio star con te. Il videoclip che accompagna questo brano vincerà il premio come video più richiesto sul canale musicale Music Box.
Nel maggio 2012 esce Occhi da lacrime, singolo che vede la collaborazione con la cantante The Glam, cantante autrice e sassofonista italiana. Nel giugno 2012 esce il primo EP con la Rosso al Tramonto: Capitolo II. L'album contiene 7 brani ed è interamente mixato tra Milano, Londra e Stoccolma. Nel settembre 2012 esce il quarto singolo estratto dall'EP, Manchi tu.
Il 2013 si apre con il primo vero e proprio tour invernale della band, l'On The Road Tour 2013, partito con date sold-out a Milano e Reggio Emilia e si chiude il 30 marzo con un concerto-evento a Brugherio. La data registra il tutto esaurito.
A maggio esce il singolo che anticipa l'EP in lavorazione, #Sempre, brano che basa l'intera promozione sulla moda dell'hashtag e dei social network. Dopo tre anni di silenzio, nel 2016 per festeggiare il decennale tornano con un nuovo singolo Siamo ancora qua, questa volta a produrli è di nuovo la casa discografica New Music che li lanciò anni prima, seguito da un tour estivo che li ha portati in giro per il sud Italia. Nell'estate 2017 arriva il nuovo singolo Siamo noi, seguito un anno dopo dal singolo Stupendo; prodotto da Kikko Palmosi insieme ai Fratelli Cosentino, sotto l'etichetta discografica Gadai Music.
Nel 2022, gli Studio 3 annunciano che Andrea "Vetro" Vetralla, ha deciso di prendersi una pausa e per questo continueranno il progetto ma come duo scrivendo integralmente musiche e testi delle loro canzoni.

## Formazione

### Formazione attuale
- Marco Venturini (Milano, 24 gennaio 1981), voce. È anche autore per vari artisti del panorama musicale italiano.
- Salvatore Gabriel Valerio (Guayaquil, 24 luglio 1984), voce e chitarra. Ha mosso i suoi primi passi nel mondo della musica partecipando ad Amici nel 2004 e partecipando al musical Fame nel 2005. È anche autore di canzoni per Antonino ed Emma, inserite negli album Libera quest'anima e Schiena.

### Ex componenti
- Andrea Vetralla, detto Vetro (Cernusco sul Naviglio, 28 maggio 1982), voce. Molti dei brani di successo degli Studio 3 vedono la sua firma.
- Luigi La Grassa, detto Gino (Cernusco sul Naviglio, 30 aprile 1984), voce. Molti dei brani del primo album Forse un angelo portano la sua firma

## Discografia
Album in studio
- 2006 - Forse un angelo
- 2007 - Lentamente
- 2008 - Incontenibile
- 2010 - Respiro
- 2012 - Capitolo II

Raccolte
- 2009 - Non deve mancare
- 2011 - Peter Pan e la storia

Singoli
- 2005 -  Solo te
- 2006 - Forse un angelo
- 2006 - Potrei (summer mix)
- 2007 - Alice
- 2007 - Lentamente
- 2007 - Voci su voci
- 2008 - Amore incontenibile
- 2008 - Uomini di gomma
- 2008 - E poi..così
- 2008 - Natale vero
- 2009 - Sto quasi bene
- 2009 - Non deve mancare
- 2010 - Il mio respiro (Rocio)
- 2010 - Ti amo troppo
- 2011 - Scelgo te
- 2012 - Voglio star con te
- 2012 - Occhi da lacrime
- 2012 - Manchi tu
- 2013 - Sempre
- 2016 - Siamo ancora qua
- 2017 - Siamo noi
- 2018 - Stupendo

## Videografia
| Anno | Titolo              | Regista/i                          |
| ---- | ------------------- | ---------------------------------- |
| 2006 | Solo te             | Stefano Bertelli                   |
| 2006 | Forse un angelo     | Stefano Bertelli                   |
| 2007 | Alice               | Adriano Dagostino                  |
| 2007 | Lentamente          | Stefano Bertelli                   |
| 2007 | Voci su voci        | Stefano Bertelli                   |
| 2008 | Amore incontenibile | Stefano Bertelli                   |
| 2009 | Non deve mancare    | Stefano Bertelli                   |
| 2011 | Scelgo te           | Fabrizio De Matteis, Fabio Alberti |
| 2011 | Voglio star con te  | Fabrizio De Matteis, Fabio Alberti |
| 2012 | Occhi da lacrime    | Federico Campagnoli                |
| 2013 | Sempre              | Fabrizio De Matteis, Fabio Alberti |
| 2016 | Siamo ancora qua    | Fabrizio De Matteis, Fabio Alberti |
| 2017 | Siamo noi           | Andrea Vetralla                    |
| 2018 | Stupendo            | Matteo Galvani                     |